# Nośniki oddziaływań
Nośniki oddziaływań – w teoriach kwantowych oddziaływania są przenoszone przez pewne cząstki zwane właśnie nośnikami oddziaływań lub kwantami oddziaływań. Istnieją dwie kategorie takich cząstek – rzeczywiste cząstki (przenoszące oddziaływania elementarne) oraz quasicząstki (pseudocząstki).
Oddziaływania przenoszone przez cząstki rzeczywiste:
- elektromagnetyczne – nośnikiem oddziaływania są fotony, a teoria je opisująca to elektrodynamika kwantowa (ang. QED – Quantum Electro Dynamics)
- oddziaływania słabe – tzw. bozony pośredniczące – Z i W± – pojawiają się w Modelu Standardowym
- oddziaływania silne – nośnikiem oddziaływań silnych są gluony, ich istnienie wynika z chromodynamiki kwantowej (ang. QCD – Quantum Chromo Dynamics)
- oddziaływania grawitacyjne – istnieją przesłanki teoretyczne za istnieniem cząstki zwanej grawitonem (jej własności opisuje kwantowa grawitacja)

Pseudocząstki:
- fonon – kwant drgań sieci krystalicznej (odpowiedzialny między innymi za powstawanie par Coopera w teorii BCS nadprzewodnictwa)
- magnon
- plazmon